# یواس‌اس والکور (ای‌وی‌پی-۵۵)
یواس‌اس والکور (ای‌وی‌پی-۵۵) (به انگلیسی: USS Valcour (AVP-55)) یک کشتی بود که طول آن ۳۱۱ فوت ۸ اینچ (۹۵٫۰۰ متر) بود. این کشتی در سال ۱۹۴۳ ساخته شد.